# Archiduc
Archiduc è un locale situato nel centro di Bruxelles, famoso per la sua architettura in stile Art Déco e per la sua lunga tradizione legata alla musica jazz. Il locale, che ha aperto nel 1937, è considerato un simbolo della scena culturale e musicale della capitale belga.

## Storia
L'Archiduc fu inaugurato nel 1937 da Madame Alice come un elegante bar destinato principalmente a agenti di borsa e segretarie. Il locale si caratterizzava per l'arredamento raffinato, che includeva piccoli scompartimenti in legno con cornici in ghisa, pensati per offrire privacy ai clienti. Alcuni dettagli architettonici originali, come le panche lungo le pareti e la porta d'ingresso in ghisa con la lettera "A" incisa, simbolo di Archiduc, Alice e Amore, sono ancora visibili oggi .
Nel 1953, la gestione passò a Stan Brenders, un pioniere del jazz belga, che trasformò L'Archiduc in un punto di riferimento per la musica jazz. Brenders, noto pianista, suonava regolarmente il pianoforte a coda Steinway del 1929, che è ancora presente nel locale. Durante la sua gestione, il bar divenne il ritrovo di molti artisti internazionali, tra cui Nat King Cole . Dopo la morte di Brenders nel 1969, il locale rimase sotto la gestione della moglie, che continuò a mantenere vivo il legame con il jazz fino al 1985, quando la gestione passò a Jean-Louis Hennart e Nathalie Dufour. Hennart, già noto per la sua attività di organizzatore di concerti, continuò a coltivare la tradizione musicale del locale, attirando artisti di rilievo come Mal Waldron, l'ultimo pianista di Billie Holiday .

## Architettura
L'Archiduc è un esempio preminente di architettura Art Déco. Il locale è caratterizzato da soffitti alti, un balcone a mezzaluna che si affaccia sulla sala principale e colonne eleganti che si estendono fino al soffitto, creando un'atmosfera di grande raffinatezza. Il design originale degli interni è stato preservato nel tempo, mantenendo l'autenticità dell'ambiente che richiama l'eleganza degli anni '30 e '50. Il pianoforte a coda Steinway, uno degli elementi simbolici del locale, rappresenta un legame tangibile con la tradizione musicale di L'Archiduc .